# 니콜라오 두미트루
니콜라오 마누엘 두미트루 카르도소(이탈리아어: Nicolao Manuel Dumitru Cardoso, 1991년 10월 12일 ~ )는 이탈리아의 축구 선수로, 포지션은 윙어, 공격수이다. 현재 이스라엘 리갓 하알의 브네이 사크닌 FC 소속이다.

## 클럽 경력
니콜라오 두미트루는 2008-09 시즌 엠폴리 FC에서 프로 커리어를 시작했다.
2010년 8월 31일, 세리에 A의 SSC 나폴리로 이적했다. 하지만 나폴리에서 주전 경쟁에서 실패했으며 2011년 7월, 전 소속팀이었던 엠폴리 FC로 임대 이적했다. 2011년 8월 27일에 열린 SS 유베 스타비아와의 경기에서 프로 데뷔골을 기록했다.
2012-13 시즌을 앞두고 테르나나 칼초로 임대 이적했다. 니콜라오 두미트루는 테르타나에서 17경기 출전 1골을 기록했다. 2012-13 시즌 겨울 이적시장에서 테르타나 칼초에서의 임대가 중단되었으며 AS 치타델라로 다시 임대되었다. 이후 2013-14 시즌을 앞두고 레기나 1914로 임대되었다.
2014-15 시즌을 앞두고 그리스 수페르리가 엘라다의 베리아 FC로 임대 이적했다. 2014년 8월 24일에 열린 스코다 크산티 FC와의 경기에서 베리아 입단 이후 첫 경기를 치렀으며 이 경기에서 입단 이후 첫 골도 기록했다. 니콜라오 두미트루는 2014-15 시즌 30경기에 출전해 8골을 기록했으며 베스트 골에 두 번이나 노미네이트되었다.
2016-17 시즌을 앞두고 잉글랜드의 노팅엄 포리스트 FC로 임대 이적했다. 2016년 12월 30일에 열린 뉴캐슬 유나이티드와의 경기에서 노팅엄 입단 이후 첫 골을 기록했다.
2017-18 시즌을 앞두고 스페인 세군다리가의 AD 알코르콘으로 이적했다. 니콜라오 두미트루는 알코르콘에서 13경기에 출전해 3골을 기록했다.
2018년 1월, 같은 세군다리가의 짐나스틱 데 타라고나로 이적했다.
2019년 2월, 세리에 B의 AS 리보르노 칼초로 이적했다. 니콜라오 두미트루는 AS 리보르노 칼초에서 8경기를 출전했다.
2019-20 시즌을 앞두고 루마니아의 CS 가즈 메탄 메디아슈로 이적했다. 입단 이후 니콜라오 두미트루는 2019-20 시즌 30경기에 출전했으며 5골을 기록했다. 입단 두 번째 시즌인 2020-21 시즌에는 반 시즌 동안 12경기에 출전해 7골을 기록했다.
2021 시즌을 앞두고 K리그1의 수원 삼성 블루윙즈로 이적했다.

## 국가대표팀 경력
니콜라오 두미트루는 스웨덴에서 출생했으며, 아버지는 루마니아계, 어머니는 브라질계이다. 또한 태어난 후 이탈리아로 이주하여 이탈리아에서 성장했다. 따라서 니콜라오 두미트루는 스웨덴, 루마니아, 브라질, 이탈리아 국가대표팀 중 하나를 선택해 활동할 수 있다.
니콜라오 두미트루는 2010년 이탈리아 U-19 축구 국가대표팀에 차출되었으며 2010년 UEFA U-19 축구 선수권 대회에 참가했다. 이후 이탈리아 U-20 축구 국가대표팀에도 차출되었다.